# 肯辛頓 (康乃狄克州)
肯辛頓（英語：Kensington）是位於美國康乃狄克州哈特福縣的一個人口普查指定地區。

## 地理
肯辛頓的座標為41°38′07″N 72°46′07″W / 41.63528°N 72.76861°W，而該地最高點為海拔高度26米（即84英尺）。

## 人口
根據2010年美國人口普查的數據，肯辛頓的面積為14.00平方千米，當中陸地面積為13.60平方千米，而水域面積為0.40平方千米。當地共有人口8459人，而人口密度為每平方千米604人。